# Rebecka Lazic
Rebecka Lazic est une joueuse suédoise de volley-ball née le 24 septembre 1994 à Lenhovda en Suède. Elle mesure 1,86 m et joue au poste de réceptionneuse-attaquante. Sa sœur jumelle Alexandra Lazic est également joueuse de volley-ball.

## Clubs
| Club                  | De        | À         |
| --------------------- | --------- | --------- |
| Svedala VBK (junior)  | 2007-2008 | 2011-2012 |
| Svedala VBK (élite)   | 2008-2009 | 2009-2010 |
| RIG Falköping (école) | 2010-2011 | 2011-2012 |
| RC Cannes             | 2012-2013 | 2013-2014 |
| RR Vilsbiburg         | 2014-2015 | 2014-2015 |
| Neruda Volley         | 2015-2016 | 2015-2016 |
| CS Volei Alba-Blaj    | 2016-2017 | 2016-2017 |
| ES Le Cannet          | 2017-2018 | 2017-2018 |
| MKS Kalisz            | 2018-2019 | 2018-2019 |
| WP Pérouse Volley     | 2019-2020 | 2019-2020 |
| AV San Casciano       | 2020-2021 | 2020-2021 |
| VB Nantes             | 2021-2022 | 2021-2022 |
| RC Cannes             | 2022-2023 | en cours  |

## Palmarès

### En sélection nationale
- Ligue d'argent européenne (2) : 
  -  : 2018 et 2022.

### En club
- Top Volley International (1)
  -  : 2012.
  -  : 2013.
- Championnat de France (2)
  - Vainqueur : 2013, 2014.
- Coupe de France (2)
  - Vainqueur : 2013, 2014.
- Championnat de Roumanie (1)
  - Vainqueur : 2017.
- Coupe de Roumanie (1)
  - Vainqueur : 2017.
- Supercoupe de Roumanie
  - Finaliste : 2016.

### Distinctions individuelles
Néant